# Abdul Hamid I
Abdülhamit I (turc otomà: عبد الحميد اول, `Abdü'lhamīd-i evvel) (20 de març de 1725 – 7 d'abril de 1789) va ser soldà de l'Imperi Otomà. Era fill d'Ahmet III (1703-30) i va succeir el seu germà Mustafà III (1757-74) el 21 de gener de 1774.
Com era costum a la família reial otomana, Abdulhamit va estar reclòs al Palau de Topkapı durant els seus primers quaranta-tres anys de vida en què regnaren els seus cosins Mahmut I i Osman III i el seu germà gran Mustafà III. Durant el confinament va ser educat per la seva mare Rabia Semi.
A la mort del seu germà va heretar el tron i una guerra contra Rússia, que havia conquerit Crimea i els Principats del Danubi. La guerra fou desfavorable pels otomans, que es veieren obligats a firmar el Tractat d'Aynali Kavak pel que els russos es van comprometre a evacuar Crimea i el sultà a canvi va concedir la investidura a Şahin Giray el novembre.
Com que havia passat gran part de la seva vida reclòs, era aliè a molts dels afers d'estat i depenia dels seus consellers. Va intentar reformar l'administració, l'exèrcit i l'educació. Va sanejar les finance, establí un cens dels geníssers i millorà la marina turca. També va reprimir nombroses revoltes locals, especialment la d'Egipte (1786-87).
El 1787 es va reprendre la guerra contra Rússia, que aquest cop comptava amb el suport d'Àustria. Suècia i Prússia van entrar al conflicte a favor de l'Imperi, però van proveir poca ajuda. Els turcs van aconseguir que els austríacs es retiressin de Mehadia i van conquerir el Banat (1789), però a Moldàvia el mariscal de camp Rumiantsev va prendre Iaşi i Khotin mentre Uixakov va destruir la flota otomana a Kinburn i Fidonisi i després d'un llarg setge hivernal Otxakiv va caure davant el Príncep Potiomkin. Després de les derrotes a Focşani i Rymnik els otomans van evacuar Bessaràbia i Valàquia. Abdülhamit morí quatre mesos més tard als 64 anys.
Tot i els fracassos militars, era tingut en gran estima pels otomans. Era de natura pacífica i profundament religiós, i la seva conducta li feu guanyar l'apel·latiu de "celi" (sant).

## Família
- Esposes: Ayse Sine-perver, Haseki, Hatice Ruh-xa, Huma Xa, Ayse, Binnaz, Dilpezir, Mehtabe, Misl-i Na-yab, Mu'teber, Nevres, i Mihriban
- Fills: Mustafà IV (1807-08) (fill d'Ayse Sine-perver), Mahmut II (1808-39), Murat, Nusret, Mehmet, Ahmet, i Solimà.
- Filles: Esma, Emine, Rabia, Saliha, Alimsah, Durusehvar, Fatma, Meliksah, Hibetullah i Zekiye